# Haunted Trails
Haunted Trails è un film del 1949 diretto da Lambert Hillyer.
È un western statunitense con Whip Wilson.

## Produzione
Il film, diretto da Lambert Hillyer su una sceneggiatura di Adele Buffington, fu prodotto da Eddie Davis per la Monogram Pictures e girato da fine giugno 1949.

## Distribuzione
Il film fu distribuito negli Stati Uniti dal 21 agosto 1949 al cinema dalla Monogram Pictures.

## Promozione
Le tagline sono:
- HE'S GOT TO BE FAST WITH HIS LASH... to beat a killer's guns!
- FISTS, GUNS OR BULL WHIP... HE'S READY TO TACKLE ANY KILLER IN THE WEST! - Whip's out to corral an outlaw gang... and bring them in alive!
- WILD WESTERN ACTION... as Whip tracks down the men who killed his brother!